# Славейково (Габровська область)
Славе́йково (болг. Славейково) — село в Габровській області Болгарії. Входить до складу общини Дряново.

## Населення
За даними перепису населення 2011 року у селі проживали 75 осіб.
Національний склад населення села:
| Національність   | Кількість осіб | Відсоток |
| ---------------- | -------------- | -------- |
| болгари          | 60             | 80,0%    |
| інша             | 14             | 18,7%    |
| Всього відповіли | 75             |          |

Розподіл населення за віком у 2011 році:
Динаміка населення: